# Perizoma norvegicola
Perizoma norvegicola är en fjärilsart som beskrevs av Embrik Strand 1920. Perizoma norvegicola ingår i släktet Perizoma och familjen mätare. Inga underarter finns listade i Catalogue of Life.